# Podbara (Novi Sad)

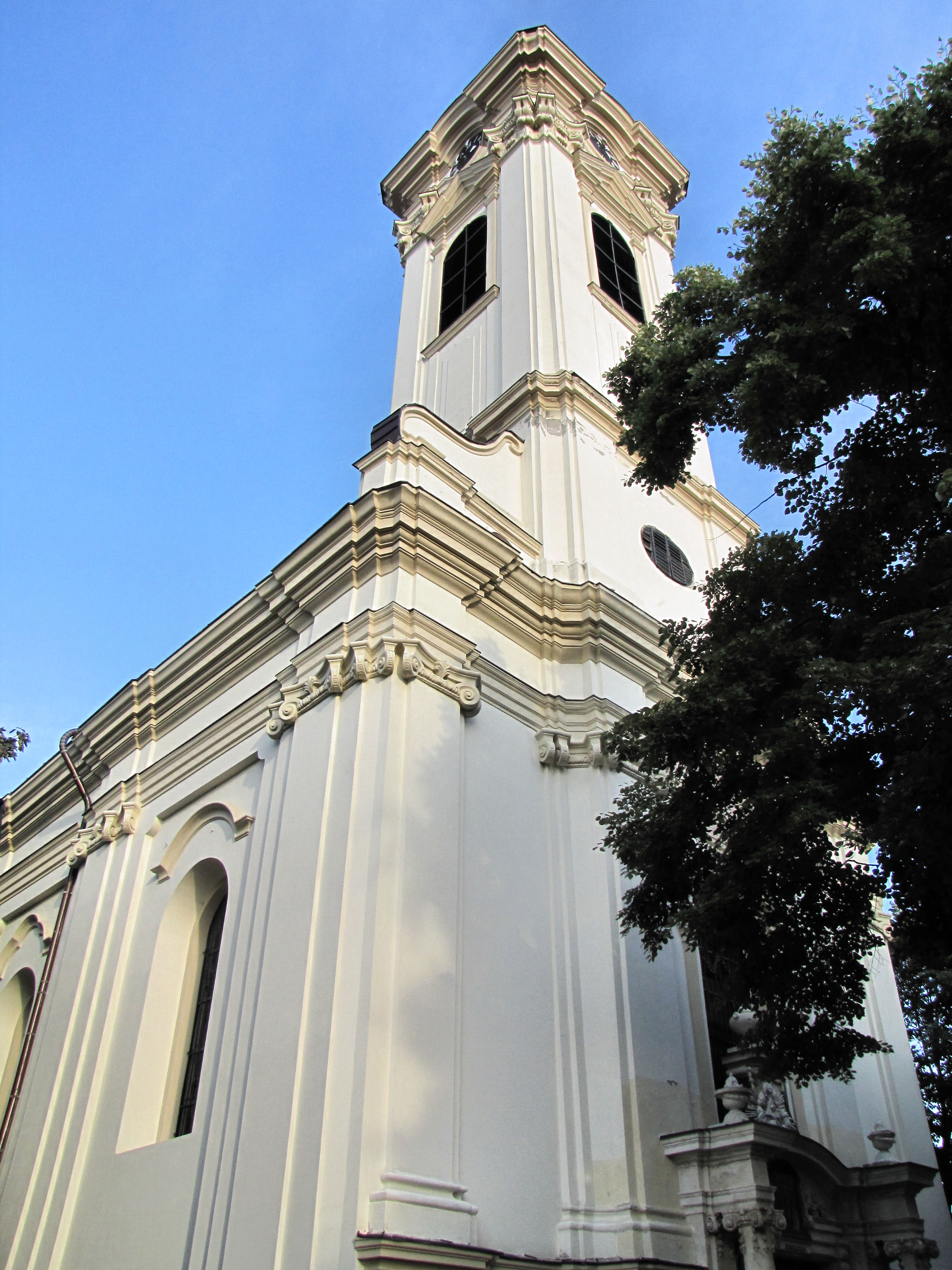
Kostel Almaška crkva.

Podbara (srbsky Подбара) je místní část v srbském městě Novi Sad, hlavním městě autonomní oblasti Vojvodina. Též bývá někdy označována jako Almaški kraj.
Podbara se nachází severně od centra města. Vymezena je přibližně: Náměstím republiky na jižní straně, Dunajem na východní straně, průmyslovou zónou 3 na severní straně a Temerinskou ulicí na západní straně. V této místní části Nového Sadu se nachází např. sídlo Matice srbské a Archiv města Nového Sadu. Přirozeným středem místní části je kostel Almaška crkva (pravoslavný).
Historicky byla uvedená obec zastavěna po vzniku kanálu a vysušení části bažin na břehu Dunaje. Ještě na mapách třetího vojenského mapování byla oblast nezastavěná. Později zde vznikly nízké domy. Po druhé světové válce byl upraven břeh Dunaje, při němž vzniklo několik výškových panelových domů (tzv. Čtyři věže (četiri kule). V roce 2023 sem byla rozšiřována pěší zóna z centra města.